# Præsidentialisme
Præsidentialisme er en styreform, der benyttes i enkelte republikker, herunder Frankrig, USA, Mexico, Indonesien, Filippinerne og de fleste stater i Sydamerika.
Modellen har tre karakteristiske træk:
- præsidenten er både statschef og regeringschef
- præsidenten er folkevalgt (i modsætning til at være valgt af den lovgivende forsamling)
- præsidenten sidder på åremål. Selv om præsidenten kan stilles for en rigsret for embedsmisbrug, kan han/hun ikke afsættes ved mistillidsvotum for uduelighed eller upopularitet.

| Politik | Spire Denne artikel om politik og ideologi er en spire som bør udbygges. Du er velkommen til at hjælpe Wikipedia ved at udvide den. |